# Ізабель Ордаз
Ізабель Ордаз(11 березня 1957, Мадрид, Іспанія) — іспанська акторка театру та кіно.

## Вибіркова фільмографія
- Всі чоловіки однакові (1994)
- Шевроле (1997)